# 曼兹拉-伊齐利亚
曼兹拉-伊齐利亚（希臘語：Μάνδρα-Ειδύλλια）是希腊阿提卡大區西阿提卡专区的市镇，行政中心为曼兹拉。市镇面积为426.2平方公里，2021年人口数量为17,822人。
此市镇设立于2011年地方政府改革中，由原四个市镇合并而成，而原市镇则成为此市镇的四个市区。